# Joshua Reed Giddings

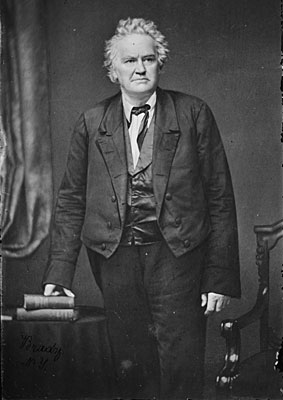
Joshua Giddings

Joshua Reed Giddings (Athens, Pensilvânia, 6 de outubro de 1795 – Montreal, 27 de maio de 1864) foi um advogado e político americano, que ganhou notoriedade por sua proeminente oposição a escravidão nos Estados Unidos. Ele foi representante pelo estado de Ohio na Câmara dos Representantes de 1838 a 1859. Ele foi inicialmente membro do Partido Whig mas, depois de transitar por algumas legendas, se juntou aos Republicanos, partido que ajudou a fundar.
Giddings foi censurado em 1842 por violar a "lei do silêncio" ao discutir a questão da escravidão na Casa dos Representantes quando ele propôs uma série de resoluções contra o apoio federal a trafego escravo costeiro. Ele renunciou sua posição no Congresso, como consequência, mas foi subsequentemente reeleito por uma grande margem pelos eleitores de Ohio.
Nas décadas que ficou no serviço público, defendeu medidas duras (as vezes violentas) para acabar com a escravidão nos Estados Unidos. Em 1861 foi indicado pelo presidente Lincoln como cônsul geral no Canadá, onde morreu em Montreal em 1864. Atualmente esta enterrado na cidade de Jefferson, no estado de Ohio.